# Pierre Brice
Pierre Brice, właśc. Pierre Louis Baron Le Bris (ur. 6 lutego 1929 w Breście we Francji, zm. 6 czerwca 2015 w Paryżu) – francuski aktor teatralny, filmowy i telewizyjny, reżyser, scenarzysta, producent filmowy, piosenkarz, model, autor tekstów oraz działacz charytatywny. Odtwórca kultowej roli Winnetou z popularnej w latach 60. serii niemiecko-włosko-jugosłowiańskich westernów o wodzu Indian Apaczów. We Francji był mało znany, największą popularność osiągnął w Austrii, Niemczech, Hiszpanii, we Włoszech oraz w krajach byłego bloku wschodniego.

## Życiorys

### Wczesne lata
Urodził się w Breście w starej bretońskiej rodzinie o szlacheckich korzeniach jako drugie dziecko oficera marynarki. W czasie II wojny światowej razem  z matką i starszą siostrą Yvonne musiał uciekać przed bombardowaniami do małej miejscowości Lesneven i szukać schronienia u ciotki.
W wieku 15 lat wstąpił do francuskiego ruchu oporu, gdzie był kurierem. Po II wojnie wyjechał do Algierii; walczył też na wojnie w Indochinach. Po powrocie do Francji w 1951 został odznaczony trzema medalami za odwagę, a w uznaniu zasług dla kraju − orderem francuskiej Legii Honorowej.

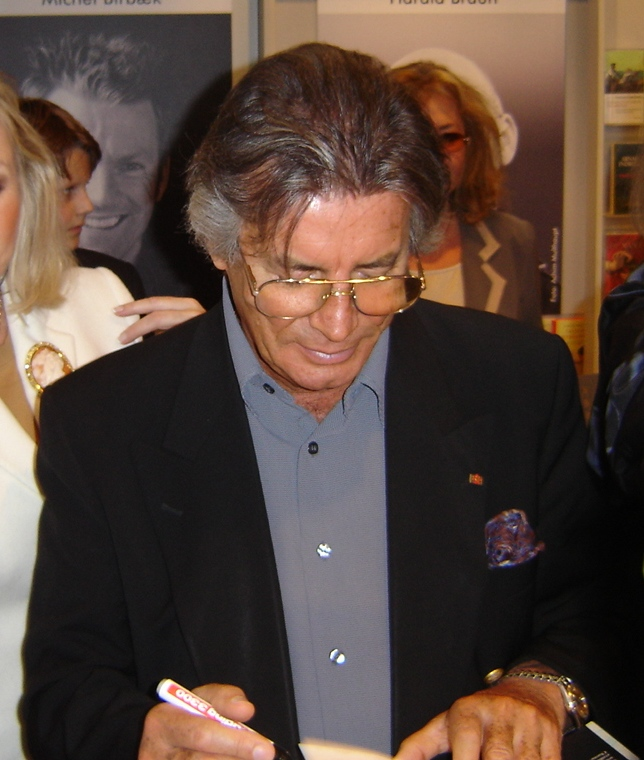
Brice (2004)

### Kariera
Po II wojnie światowej pracował jako model. 
Po zakończeniu kariery wojskowej zainteresowało go aktorstwo. Zawodu uczył go rosyjski aktor Grigorij Chmara. Zadebiutował przed kamerą w 1955 w filmie przygodowym Będzie ciężko (Ça va barder, 1955) u boku Jeana Carmeta. Potem pojawił się jako gracz w komedii Siódme niebo (Le septième ciel, 1958) z Danielle Darrieux i Alberto Sordi, jako Bernard w dramacie Oszuści (Les tricheurs, 1958) z udziałem Jeana-Paula Belmondo, dramacie Zwierciadło o dwóch twarzach (Le miroir à deux faces, 1958) z Michèle Morgan i Bourvilem oraz dramacie Słodkie ekstazy (Douce violence, 1962).
Zagrał też Jana Ketusky'ego (czyli Jana Skrzetuskiego) we włoskiej ekranizacji powieści Henryka Sienkiewicza Ogniem i mieczem (Col ferro e col fuoco, 1962).
W 1962 roku został odkryty na Festiwalu Filmowym w Berlinie przez producenta Horsta Wendlandta. Sławę i uznanie przyniosły mu role w filmach o Winnetou w serii niemiecko-włosko-jugosłowiańskich westernów. Seria produkcji inspirowanych powieściami Karola Maya została rozpoczęta w latach 60. i odniosła olbrzymi sukces. Ostatni odcinek Winnetous Rückkehr nakręcono w 1998 r.

### Życie prywatne
W 1981 poślubił Hellę Krekel, z którą mieszkał na przedmieściach Paryża od 1978 roku.
Był zdeklarowanym przeciwnikiem faszyzmu i nazizmu. Za najważniejsze wartości uznawał pokój, wolność, tolerancję i godność człowieka.
Za działalność charytatywną w UNICEF odznaczony w 2000 nagrodą Thomasa More’a. Doceniono zorganizowanie konwoju pomocy dla dzieci-ofiar min przeciwpiechotnych w Kambodży.
20 września 2004 wydał w Niemczech autobiografię Winnetou und Ich (Winnetou i ja) w wydawnictwie Gustav Lübbe Verlag.
Zmarł w wieku 86 lat w podparyskim szpitalu wskutek zapalenia płuc. Jest pochowany na cmentarzu w podmonachijskiej miejscowości Gräfelfing.

## Wybrana filmografia
- Siódme niebo (Le septième ciel) (1958)
- Oszuści (Les Tricheurs) (1958) – Bernard
- Lustro o dwóch twarzach (Le Miroir à deux faces) (1958) – Jacques
- Szminka do ust (Il rossetto) (1960) - Gino Luciani
- Skarb w Srebrnym Jeziorze (Der Schatz im Silbersee) (1962) – Winnetou
- Ogniem i mieczem (Col ferro e col fuoco) (1962) – Jan Skrzetuski
- Niepokonany jeździec (L'invincibile cavaliere mascherato) (1963) – Don Diego
- Zorro contro Maciste (1963) – Zorro
- Winnetou: Złoto Apaczów (Winnetou 1. Teil) (1963) – Winnetou
- Winnetou II: Ostatni renegaci (Winnetou 2. Teil) (1964) – Winnetou
- Winnetou w Dolinie Sępów (Unter Geiern) (1964) – Winnetou
- Winnetou i Old Shatterhand (Old Shatterhand) (1964) – Winnetou
- Winnetou III: Ostatnia walka (Winnetou – 3. Teil) (1965) – Winnetou
- Winnetou i król nafty (Der Ölprinz) (1965) – Winnetou
- Winnetou i Old Surehand (Old Surehand) (1965) – Winnetou
- Winnetou i Apanaczi (Winnetou und das Halbblut Apanatschi) (1966) – Winnetou
- Waleczni przeciw rzymskim legionom (Dacii) (1966) – Septimius Servus
- Winnetou i Old Firehand (Winnetou und sein Freund Old Firehand) (1966) – Winnetou
- Winnetou w Dolinie Śmierci (Winnetou und Shatterhand im Tal der Toten) (1968) – Winnetou
- Lalka gangstera (La Pupa del gangster) (1971) – komisarz Salvatore Lambelli
- Mój przyjaciel Winnetou (1980) – Winnetou
- Zwariowane świry (Zärtliche Chaoten) (1987) – Winnetou
- Laserowa misja 2 (Der blaue Diamant) (1993) – Pierre Latouche
- Powrót Winnetou (Winnetous Rückkehr, TV) (1998) – Winnetou
- Das Traumhotel (serial telewizyjny) (2004–2010) – Pierre Fontanne

## Dyskografia (wybór)
- 1965: Ich steh' allein / Ribanna
- 1966: Keiner weiß den Tag / Wunderschön
- 1967: Lonely / Die Nacht beginnt
- 1976: Faire l’amour / Mehr als alles kann man nicht geben
- 1991: Wir sind die Welt / Was war, wird immer bleiben
- 1995: Gefühle (długogrająca)
- 2005: Die Leichtigkeit des Seins Palomy Würth, duet w piosence Mon coeur, je t'aime tant
- 2007: Du bist für mich die große Liebe

## Odznaczenia
- Kawaler Legii Honorowej (2007, Francja)[12]
- Krzyż Wojenny 1939–1945 (Croix de Guerre, Francja)
- Krzyż Zasługi I Klasy Orderu Zasługi Republiki Federalnej Niemiec (1992, Niemcy)